# La Pearle
La Pearle es una localidad de Santa Lucía que forma parte del distrito de Soufrière.